# Dwie Trójce (obraz Bartolomé Estebana Murilla)
Dwie Trójce (hiszp. Las dos Trinidades) – powstały w 2. poł. XVII w. obraz autorstwa hiszpańskiego malarza barokowego Bartolomé Estebana Murilla.
Dzieło znajduje się w kolekcji londyńskiej Galerii Narodowej. Obraz powstał w Kadyksie ok. 1680 i należał do markizy Del Pedroso.

## Opis
Na obrazie hiszpański artysta przedstawił Świętą Rodzinę, nad którą unosi się gołąbek – symbol Ducha Świętego. W górnej części dzieła Bóg Ojciec w otoczeniu zastępów aniołów spogląda na Syna. Dla „dwóch Trójc” wspólna jest osoba Syna Bożego – Jezus Chrystus. Scena przedstawia moment powrotu Maryi i Józefa z odnalezionym w świątyni jerozolimskiej Jezusem. Epizod ten znany jest z Nowego Testamentu.